# ريموندس رومساس
ريموندس رومساس (بالليتوانية: Raimondas Rumšas)‏ مواليد 14 يناير 1972 في ليتوانيا، هو دراج ليتواني سابق في صنف سباق الدراجات على الطريق. سبق أن شارك في دورة الألعاب الأولمبية الصيفية.

## سجل النتائج

### المراكز
- حقق المركز الـ 6 في طواف إيطاليا 2003

## روابط خارجية
- ريموندس رومساس على موقع أرشيف الدراجات (الإنجليزية)
- ريموندس رومساس على موقع إحصائيات الدراجات الإحترافية (الإنجليزية)
- ريموندس رومساس على موقع نسبة الدراجات (الإنجليزية)
- ريموندس رومساس على موقع CycleBase (الإنجليزية)
- ريموندس رومساس على موقع أوليمبيديا (الإنجليزية)